# ترکیب محدب

با توجه به سه امتیاز در یک صفحه همان‌طور که در شکل نشان داده شده است، نقطه ترکیبی محدب از سه نقطه است، در حالی که نیست. (با این حال، ترکیبی از سه نقطه است، زیرا بدنه افین آنها کل صفحه است)

در هندسه محدب و جبر برداری، ترکیب محدب (به انگلیسی: Convex combination) ترکیبی خطی از نقاط است (که می‌تواند بردار، اسکالر یا به‌طور کلی نقاط در یک فضای وابسته باشد) که در آن همه ضرایب غیرمنفی و مجموع آنها به عبارت دیگر، عملیات معادل یک میانگین وزنی استاندارد است، اما وزن آن به جای کسری از شمارش وزن‌ها در یک میانگین وزنی استاندارد، به صورت درصدی از وزن کل بیان می‌شود.